# Blato, Trebnje
Blato je naselje v občini Trebnje.
Blato je strnjeno naselje na rahlo dvignjenem svetu pod Blaškim hribom (370 m) v povirju potoka Zajke in Vejarja, ki je ime dobilo po blatni ozki poti, ki je v preteklosti potekala sredi vasi. Na severozahodni strani vasi se pod Majerjev hrib in Grle (360 m) zajeda dolina Zajka z istoimenskim potokom, zajezenim za vaški vodovod, ki so ga vaščani sami zgradili leta 1967. Nad Zajko je zaselek Črni potok s tremi hišami v katerih je pred drugo svetovno vojno živelo 29 ljudi, danes dva, stanje pa se izboljšuje saj je tukaj nastala vinska klet, kmalu pa se bo pričela tudi gradnja turističnega objekta. Na severu se nahajajo vlažni travniki Perile in Gmajna z izvirom Bližnjice, v kateri so v preteklosti napajali živino ko je vseh šest luž v vasi zmrznilo. Na vzhodu so travniške močvirnate Loke ob Vejarju, nad Lokami pa se dviga svet v terasah, kjer so njive Dobrave, Vrles, Lemež, Grček, Zakotle, Župnice in V blatih. Dolina Vejarja je bila v preteklosti zelo zamočvirjena, lastniki travnikov so morali večino pokošene trave prenesti in  posušiti na obrobju doline, to težavo pa je omilila regulacija potoka, ki je bila končana leta 1958. Na južni strani se do Blaškega hriba razprostira obdelano Blaško polje, pod Blaškim hribom je vaški kamnolom, v vasi pa zbiralnica mleka in nekaj obrtnikov. Pod vasjo se nahajajo velike količine kvalitetne gline, ki so jo kmetje pred 100 in več leti kopali na svojih travnikih in izdelovali opeko za svoje potrebe pa tudi za prodajo, dejavnost pa se je po prvi svetovni vojni razširila z izdelavo opeke v tovarni, ki je po drugi svetovni vojni s proizvodnjo prekinila. Kasneje so proizvajali tudi keramične ploščice (od 1974 do 1985), ostanek izkopa gline pa je jezero, ki je lepo vzdrževano, v njem pa je možen tudi ribolov. Na drugi strani glinastega področja je barjanski teren, šota sega tako globoko, da so se po ustnem izročilu v to močvirje pogreznili turški osvajalci. Dokaz za to so na teh travnikih najdene konjske podkve, ki so manjše kot jih imajo običajni konji, ena izmed njih pa krasi tudi toplar Florijan. V bližnji prihodnosti domačini načrtujejo še sanacijo izvira Bližnjice in jame v kateri so predniki sušili sadje in lan.